# Leanderthal Lady
Als Leanderthal Lady (oder auch „Leanne“) werden die Überreste eines weiblichen menschlichen Skeletts bezeichnet, die 1982 in der Nähe der Kleinstadt Leander im US-amerikanischen Bundesstaat Texas bei Ausgrabungen von Archäologen des „Texas Department of Transportation“ (TxDOT) gefunden wurden. Nach Angaben auf einer Website der Universität von Texas in Austin hat das von den Archäologen entdeckte Grab der Leanderthal Lady ein durch die Radiokarbonmethode ermitteltes Alter von etwa 10.000 (bis 9750) Jahren. Die Überreste des Skeletts sind demnach einer der ältesten und am besten erhaltenen paläoindianischen Funde auf dem nordamerikanischen Kontinent.
Die in dem Grab bestattete Frau erreichte ein Lebensalter von ungefähr fünfundzwanzig bis dreißig Jahren. Sie wurde in Seitenlage, mit angewinkelten Beinen und mit über den Kopf gehaltenen Händen bestattet. Nach der Knochenstruktur war sie überwiegend gesund und besaß alle Zähne, allerdings war sie wohl durch eine unvollkommen ausgeheilte, frühere Verletzung des Schlüsselbeins gehandicapt. Als Grabbeigaben wurden ein Mahlstein und ein Haizahn gefunden.
Der Fundort, nach den Grundbesitzern „Wilson-Leonard Site“ genannt, erbrachte neben der Bestattung in mehreren übereinander liegenden Schichten Siedlungsspuren und Steinwerkzeuge früherer Siedler, die in die Übergangsperiode zwischen den sog. Paläoindianern und der archaischen Periode Amerikas eingeordnet werden.